# La cara del terror
La cara del terror es una película española dirigida por Isidoro M. Ferry estrenada el 28 de octubre de 1962. Está protagonizada por Lisa Gaye, Fernando Rey, Virgílio Teixeira y Gérard Tichy.

## Sipnosis
Charles Taylor (Fernando Rey) es un doctor que sintetiza un compuesto que repara el tejido epitelial de la piel dañada. Norma Borden (Lisa Gaye) es una enferma mental que tiene una espeluznante deformación facial a causa de un accidente y que escapa de la clínica mental para que el doctor Taylor experimente con ella. El resultado es un éxito al recuperar su belleza original, pero al tratar de devolverla al sanatorio, le golpea y hiriéndole de modo que le obliga a desplazarse en silla de ruedas. Con su nuevo aspecto, Norma conquista al apuesto Matt Wilder (Virgilio Teixeira), pero los efectos del compuesto no son duraderos y Lisa vuelve a su antiguo aspecto. Regresa para matar al doctor, aunque Alma (Concha Cuetos), la asistenta del doctor la frena en una pelea...

## Reparto
| Actor/Actriz         | Personaje            |
| -------------------- | -------------------- |
| Lisa Gaye            | Norma Borden         |
| Fernando Rey         | Dr. Charles Taylor   |
| Virgílio Teixeira    | Matt Wilder          |
| Gérard Tichy         | Dr. Chambers         |
| Carlos Casaravilla   | Dr. Reich            |
| Emilio Rodríguez     | Inspector Hopkins    |
| Jacinto San Emeterio | Polack               |
| Eduardo Sancho       | Mandel               |
| Pepe Martín          | Alec                 |
| Ana María Custodio   | Enfermera            |
| Pedro Hurtado        | Philips              |
| Miguel del Castillo  | Médico del hospital  |
| Guillermo Carmona    | Harry                |
| Ángel Celdrán        | Enfermo mental       |
| José Rein Loring     | Recepcionista        |
| Concha Cuetos        | Alma Woods           |
| Agustín Bescós       | Miembro de la junta  |
| Sergio Mendizábal    | Médico de la policía |